# شجرة الحياة (أحياء)

شجرة الحياة مبسطة

شجرة الحياة (بالإنجليزية: Tree of life)‏ هو استعارة استخدمها العالم تشارلز داروين لوصف علاقات الترابط بين الأنواع خلال التطور عبر الزمن. تطور هذا المصطلح في العصر الحديث ليكون شجرة المحتد.
يتمُّ تشبيه التقارب بين جميع الكائنات الحية في بعض الأحيان بواسطة شجرة كبيرة، وإنَّني أعتقد أنَّ هذا التشبيه قريبٌ جداً من الحقيقة [2].
كان إرنست هيغل هو الذي صاغ مصطلح شجرة تطور السلالات phylogeny ليصف العلاقات التطوريَّة بين الأنواع عبر الزمن، وذهب أبعد من تشارلز داروين نفسه عندما اقترح تواريخاً للحياة النباتيَّة، أمَّا الاستخدام المعاصر لمصطلح شجرة الحياة فيشير إلى تجميع بيانات نسيجيَّة شاملة والتي يتمُّ تأصيلها في آخر سلف مشترك للحياة على الأرض، وصيغت هذا البيانات في سجِّل يُعرف بشجرة الحياة المفتوحة The Open Tree of Life نُشر لأول مرة عام 2015 وهو متاح بصورة مجانيَّة للجميع.

## أشجار النشأة
بالرغم من أن تحول الأنواع موجود بالرسومات وأن الأشجار استخدمت كاستعارة لأغراض أخرى (كالشجرة الفرفريوسية) قبل عام 1800؛ إلا أن الجمع بين التفرع في التطور وصورة الشجرة لم يظهر قبل عام 1800. أول شجرة حياة نشرت كانت بواسطة عالم النبات الفرنساوي أوجستين أوجيه في عام 1801 تظهر العلاقات بين أعضاء في المملكة النباتية.
قدم العالم الفرنسي جان باتيست لامارك (1744–1829) أول شجرة متفرعة للحيوانات في كتابه (Philosophie Zoologique فلسفة علم الحيوان) سنة 1809 وكانت مقلوبة تبدأ بالديدان وتنتهي بالثدييات. لم يعتقد في السلف المشترك لجميع الأنواع لكنه قال بأن الحياة هي خطوط متوازية منفصلة تتقدم من البساطة إلى التعقيد.

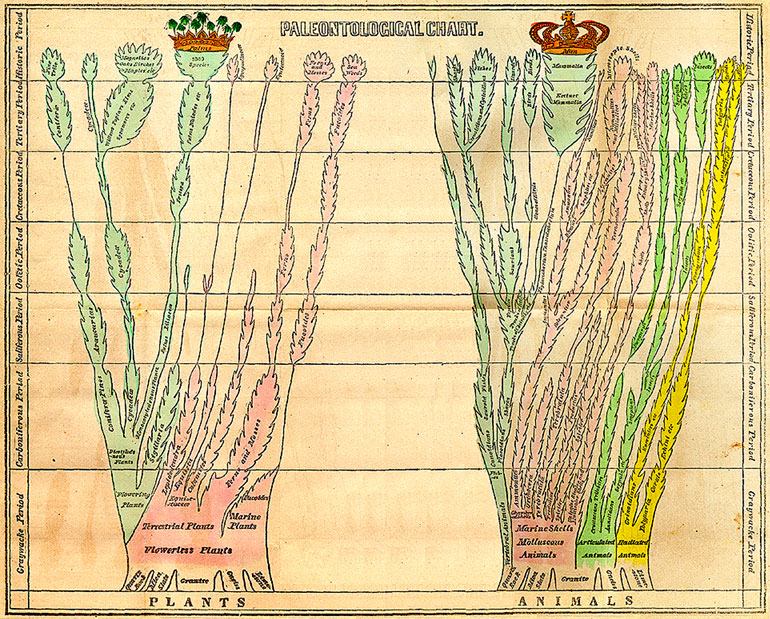
شجرتي هتشكوك كما جاءت في رسمته في كتاب الجيولوجيا البدائية سنة (1840) ؛ وهو يبين تصنيف مملكة الحيوان ومملكة النبات.

نشر العالم الجيولوجي الأمريكي ادوارد هتشكوك (1763–1864) في عام 1840 أول شجرة حياة مستندا إلى علم الأحياء القديمة في كتابه Elementary Geology. صنع هتشكوك شجرة منفصلة للنباتات (على اليسار) وأخرى على اليمين للحيوانات غير متصلتين في قاع الرسم. وكل شجرة تبدأ بعدة أنواع. كانت شجرة هتشكوك أكثر واقعية من شجرة داروين الافتراضية سنة 1859؛ لأن هتشكوك استخدم أسماء حفيفية في شجرتيه. أيضا بالرغم من أن شجرتي هتشكوك متفرعتان الا انهما لم يكونا شجرتين تطورتين حقيقيتين، لأن هتشكوك أعتقد في وجود إله هو المسئول عن التغييرات وهذا كان اختلاف مهم بينه وبين داروين.

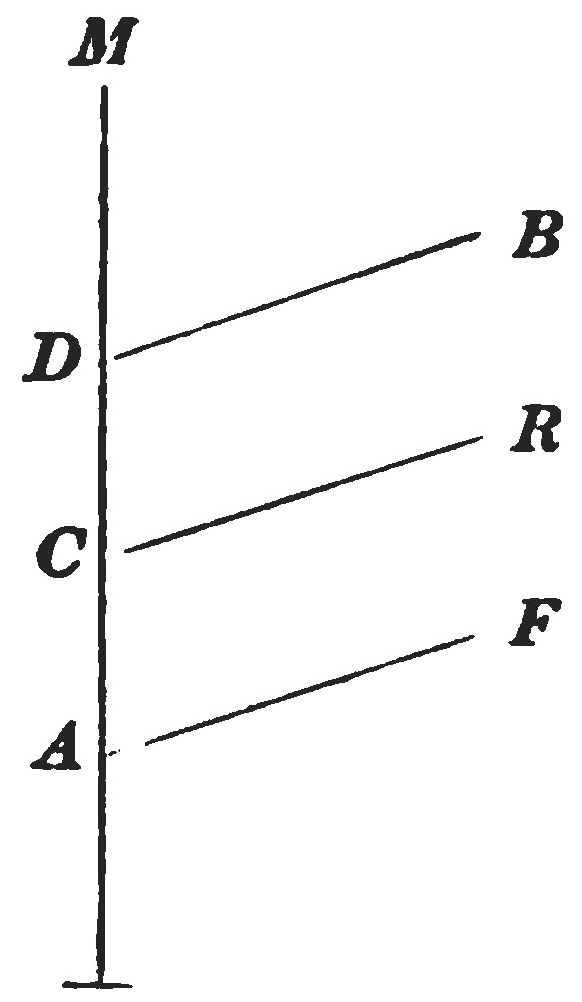
رسم بياني من كتاب Vestiges of the Natural History of Creation, 1844.

في الطبعة الأولى من كتاب (بقايا التاريخ الطبيعي للخلق Vestiges of the Natural History of Creation) الذي نشر في إنجلترا سنة 1844 احتوى رسم بياني يشبه الشجرة في فصل «فرضيات التطور في المملكة النباتية والحيوانية». ويعرض نموذجا للتطور الجنيني حيث (F) ترمز إلى الأسماك، (R) زواحف، (B) طيور تمثل فروع للمسار الذي يقود إلى (M) الثدييات. وقد طبقت فكرة التفرع في تاريخ الحياة على الأرض في الكتاب: «قد يكون هناك تفرع» (صفحة 191) لكن لم يتم استخدام رسم التفرع مجددا في هذا السياق. لكن صورة الشجرة المتفرعة ألهمت آخرين لاستخدامها صراحة في شرح تاريخ الحياة على الأرض.
في عام 1858 - قبل عام من كتاب داروين أصل الأنواع - نشر عالم الحفريات هينريك جورج برون (1800-1862) شجرة افتراضية عليها حروف وبالرغم من انه لم يكن خلقيا الا انه لم يقدم بها آلية للتغيير.

## شجرة الحياة الداروينية

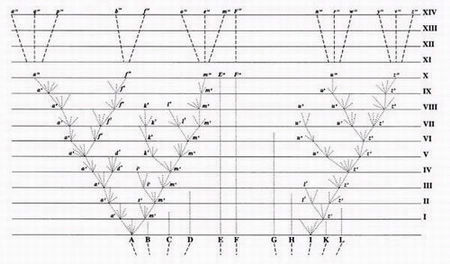
صورة شجرة الحياة التي ظهرت في كتاب داروين أصل الأنواع عام 1859.

كان تشارلز داروين (1809-1882) أول من قدم شجرة حياة تطورية. في الفصل الرابع من كتاب أصل الأنواع On the Origin of Species 1859 قدم رسم توضيحي ملخص لشجرة حياة افتراضية لأنواع جنس غير مسمى. وعلى الخط الأفقي في أسفل الشكل تم وضع أنواع افتراضية لهذا الجنس من A إلى بينهما مسافات غير منتظمة لتوضيح التمايز بينهم/ وكلهم فوق خطوط منكسرة بزوايا متنوعة لتوضيخ انهم لسلف مشترك أو أكثر، اما الخطوط الأفقية فقد تم ترقيمها من 1 إلى 14 كل رقم يمثل الف جيل.
من A تتشعب خطوط تظهر تفرع سلف منتجا أصناف جديدة، من هذه الأصناف ما إنقرض، وبالتالي بعد عشرة آلاف جيل أصبح أحفاد A أصناف جديدة مختلفة أو حتى سلالات (بالإنجليزية: Subspecies)‏ a10, f10, و m10. وبالمثل فإن أحفاد I تباينت لتصبح أصناف جديدة مختلفة w10 و z10. وبعد أربعة آلاف جيل آخرى يصبح يصبح أحفاد A و I أربعة عشر صنف جديد مرقمة من a14 إلى z14. بينما استمرت F لأربعة عشر جيل لم تتغير نسبياً، وانقرض الأنواع B,C,D,E,G,H,K و L.
في هذه الشجرة لم تعطَ أسماء للأنواع على عكس شجرة إرنست هيكل الأكثر خطوطية التي قدمها لاحقا والتي تضمنت أسماء الأنواع وتظهر تطور خطوطي أكبر من الأنواع «السفلى» إلى «العليا».

## شجرة حياة هيكل
|  |  |  |

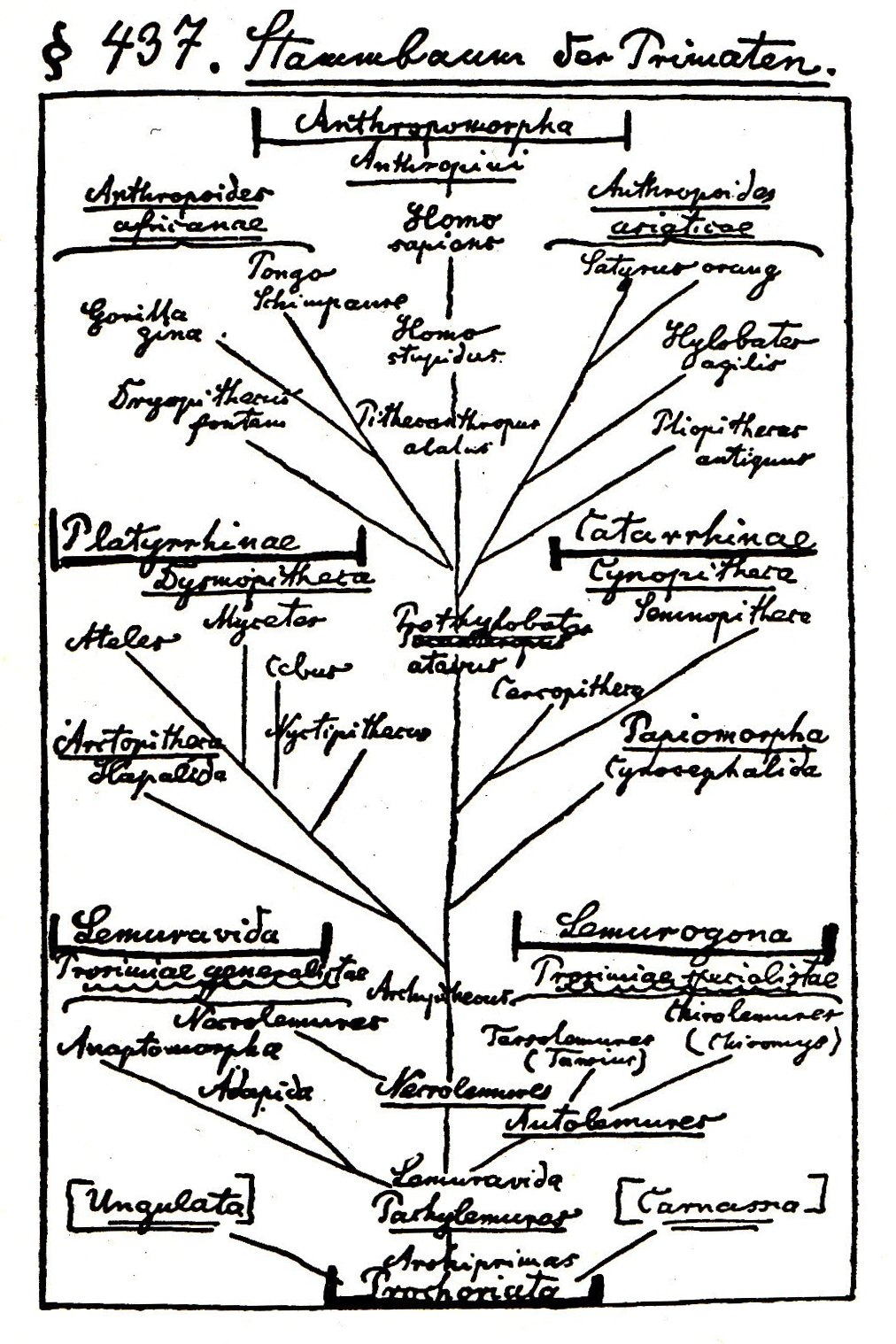
شجرة الحياة لهيكل في ستينات القرن التاسع عشر

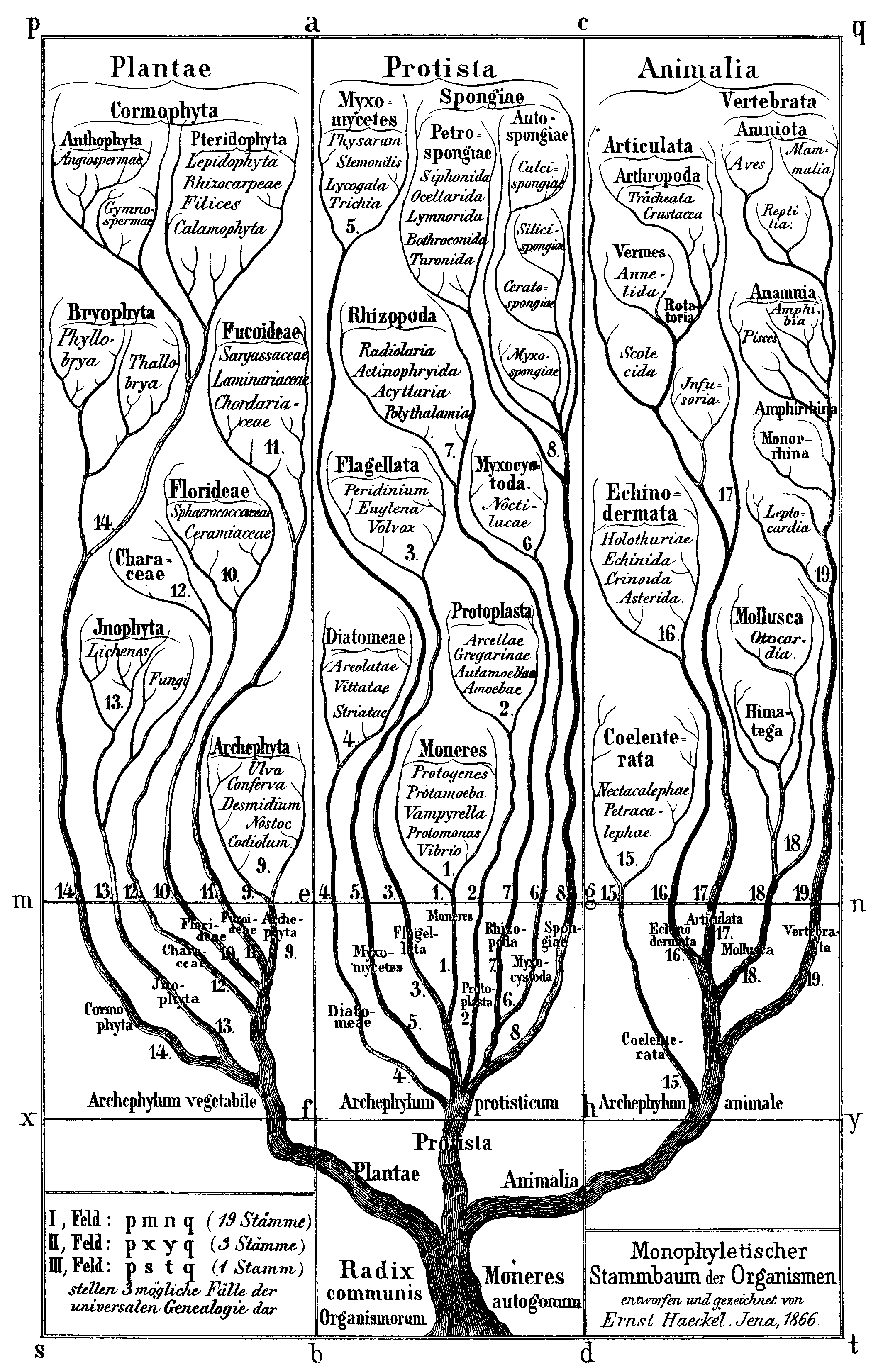
شجرة الحياة لارنست هيكل سنة 1866

صنع إرنست هسكل (1834-1919) عدة أشجار حياة. على اليمين كان أول إسكتش لشجرة هيكل الشهيرة للحياة في ستينات القرن التاسع عشر ويظهر فيها ان "Pithecanthropus alalus" هو جد الإنسان. وفي الشجرة الثانية (في المنتصف) بها ثلاث مملكات النباتية والطلائعيات والحيوانية. وعلى اليسار الشجرة الثالثة «شجرة حياة الإنسان» نشرت في كتاب تطور الإنسان 1879.

## شجرة الحياة الآن

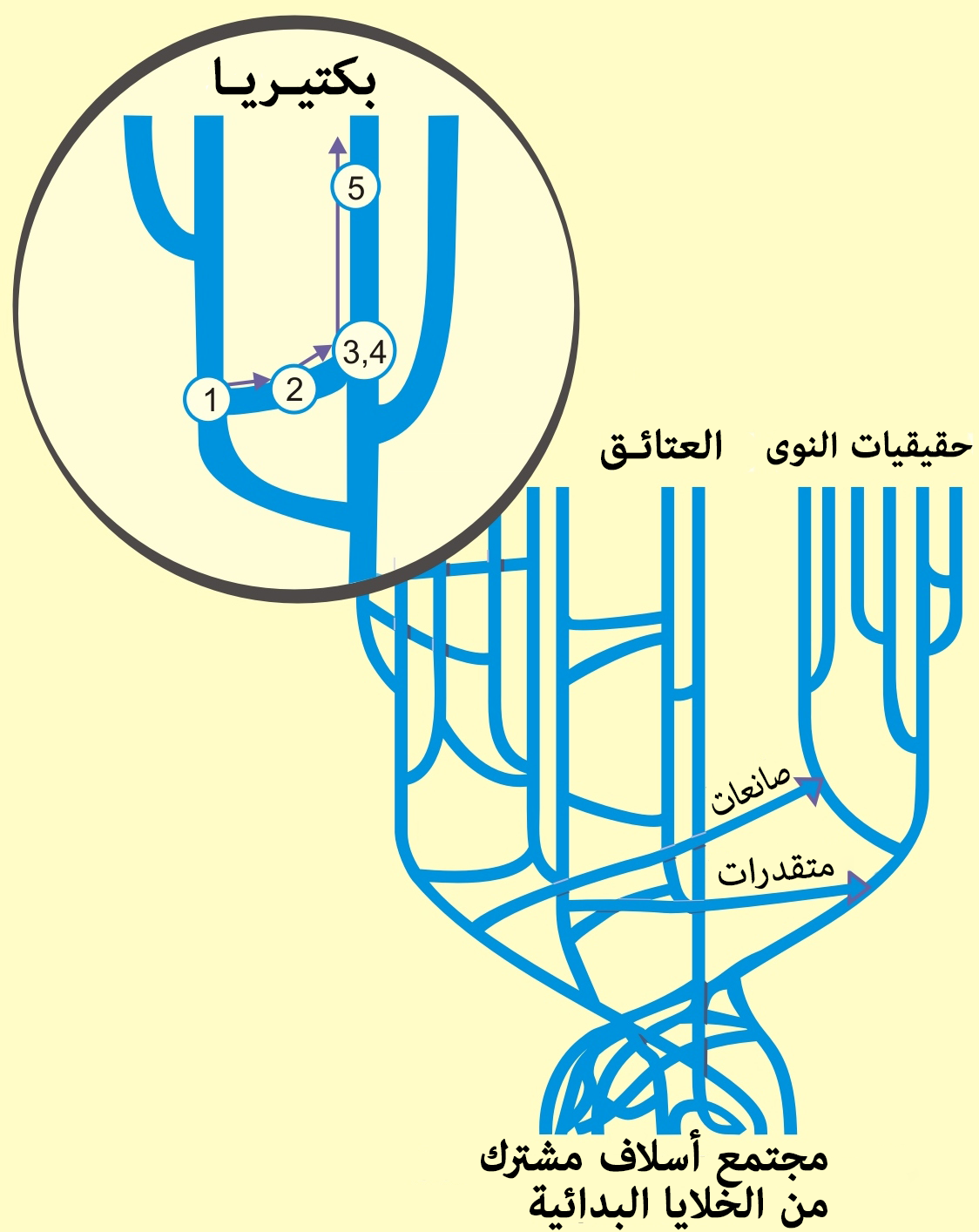
شجرة حياة معاصرة تظهر نقل الجينات الأفقي.

ما زال نموذج الشجرة صالح لأنواع حقيقيات النوى. في عام 2010 اقترح بحث عن الأفرع المبكرة لشجرة حقيقيات النوى شجرة بأربع مجموعات فائقة  أو مجموعتين فائقتين. وفقا لعلماء البيولوجيا فإن بدائيات النوى البكتيريا العتائق لديهم القدرة على نقل الجينات بين متعضيات لا يوجد بينها علاقة خلال نقل الجينات الأفقي. وتتم عملية نقل الجينات بين النوع نفسه أو بين البكتيريا والعتائق عن طريق عدة وسائل مثل التأشيب الجيني، فقد الجينات، والنسخ وخلق الجينات محدثة اختلاف لم يكن سببه نقل رأسي (تكاثري)
هناك أدلة على حدوث نقل الجينات الافقي داخل بدائيات النوى على مستوى خلية واحدة وعدة خلايا وبالتالي فان هذه الشجرة لا تعطي صورة كاملة عن تطور الحياة وأنها كانت وسيلة مفيدة لقهم العمليات الأساسية لتطور بدائيات النوى الا انها لا تستطيع ان تفسر التعقيدات كاملة.

## الاستخدام المعاصر للمصطلح
في عام 1990 اقترح ثلاثة علماء هم كارل وويز وأوتو كاندلر ومارك ويليس شجرة حياة تتكون من ثلاثة سلالات أصليَّة، ويعتبر هذا النموذج المقترح صالحاً لحقيقيَّات النوى حيث تمَّ تضمين هذه الكائنات في مجموعتين كبيرتين وأحياناً في أربع مجموعات ضمن فروع الشجرة، ومع ذلك لا يوجد إجماع علمي على هذا الاستخدام، وقد خلص روجر وسيمبسون في مقال مراجعة لهذا النموذج إلى أنَّه ومع الوتيرة الحالية للتغيير في فهمنا لشجرة حياة حقيقيَّات النوى يجب أن يكون الاستخدام دقيقاً وأن يتم بكلِّ حذر.
تحقَّق إنجاز كبير في عام 2015 عندما نُشرت المسودة الأولى لشجرة الحياة المفتوحة Open Tree of Life، والتي دمج فيها بيانات ومعلومات من حوالي 500 شجرة منشورة سابقاً وجمعت في قاعدة بيانات واحدة عبر الإنترنت وهي مجانيَّة التصفح والتحميل للجميع، وفي عام 2016 نُشرت شجرة حياة جديدة تُلخِّص تطوُّر جميع أشكال الحياة المعروفة، بشكلٍ يوضِّح أحدث النتائج الجينيَّة التي تقترح أنَّ جميع الفروع تطوَّرت أساساً من البكتيريا، وتضمنت الدراسة الجديدة أكثر من ألف نوع من البكتيريا بما في ذلك الأنواع المكتشفة حديثاً منها.

## النقل الأفقي للجينات
يبدو أنَّ بدائيات النوى كالبكتيريا وبعض الكائنات الحية الأخرى لديها القدرة على نقل المعلومات الوراثيَّة بين كائنات غير مرتبطة عن طريق النقل الأفقي للجينات، إنَّ إعادة التركيب أو فقدان الجينات أو تضاعفها أو إنتاج جينات جديدة هي بعض العمليات التي يمكن أن تحدث في سياق النقل الأفقي للجينات، ممَّا يُسبِّب تبايناً لا يمكن تفسيره بالنقل الروتيني العمودي، اليوم هناك أدلة على حدوث انتقال الجينات بصورة أفقيَّة داخل بدائيات النوى على مستوى خلية واحدة أو على المستوى الخلوي المتعدد، وبالتالي فإنَّ شجرة الحياة لا تفسِّر كلَّ التعقيد الموجود في بدائيات النوى.

## شجرة تطور الجراثيم
تُظهر شجرة تطوُّرالجراثيم تنوعاً كبيراً مقارنةً بالكائنات الحية الأخرى، ويتمُّ تصنيف كل سلالة جرثوميَّة وفق التصنيف العلمي الذي وضعه كارل لينييه بطريقة ثنائيَّة التسمية، أمَّا اليوم فيتمُّ اعتماد نظام تصنيف أكثر تعقيداً للجراثيم يعتمد بصورة رئيسيَّة على التطوُّر الجزيئي لهذه الكائنات الحيَّة وتمَّ إهمال استخدام صنف «المملكة kingdom» حالياً في تصنيف الجراثيم، في عام 1987 كان هناك 12 سلالة جرثوميَّة معروفة أمَّا اليوم فهناك أكثر من 1000 سلالة.